# Ulrich Pleitgen

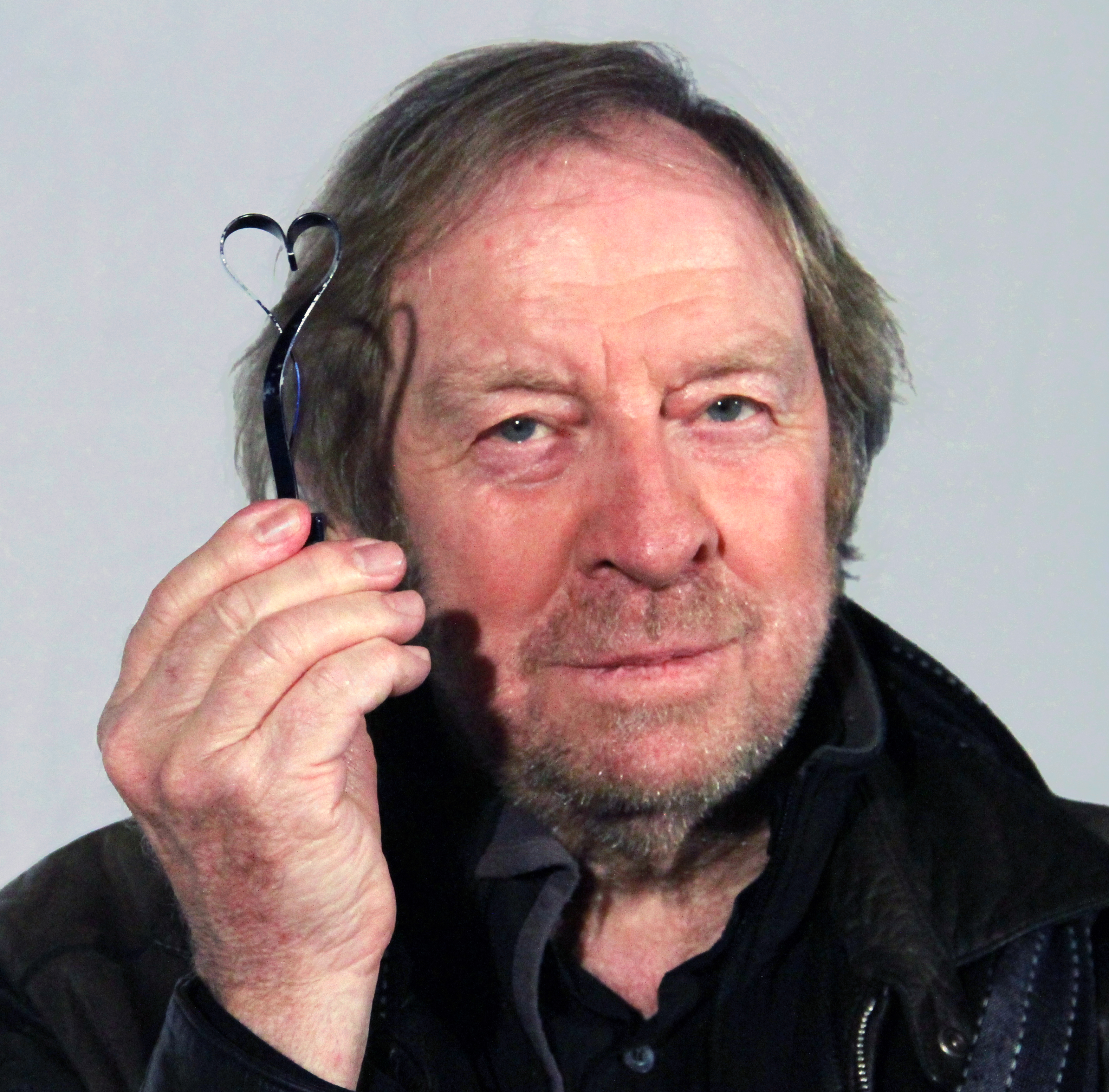
Ulrich Pleitgen auf dem Max Ophüls Filmfestival 2015

Ulrich Pleitgen (* 1. November 1942 in Hannover ; † 21. Februar 2018 in Hamburg) war ein deutscher Schauspieler und Sprecher, der dem Publikum hauptsächlich durch seine Fernsehrollen bekannt ist.

## Karriere
Erste Erfahrung als Schauspieler sammelte Pleitgen bereits als Elfjähriger im Dasseler Internats-Theater. Zunächst absolvierte er eine Ausbildung als Werbekaufmann. Einer Ausbildung an der Hochschule für Musik und Theater Hannover folgten Engagements am Berliner Schillertheater, den Schauspielhäusern Theater Basel, Bochum und Frankfurt, am Stuttgarter Staatstheater und ab 1980 am Thalia-Theater in Hamburg.
1972 wurde er als bester Nachwuchs-Schauspieler mit dem Kunstpreis Berlin ausgezeichnet, das Fachmagazin Theater heute wählte ihn 1984 zum Schauspieler des Jahres.
Nach seinem Ausscheiden aus dem Ensemble des Thalia-Theaters 1989 widmete sich Ulrich Pleitgen hauptsächlich seinen Rollen in Kino- und Fernsehfilmen.
Nicht zuletzt dank seiner schauspielerischen Leistung als Richter Prinzing wurde der Film Stammheim mit einem Goldenen Bären ausgezeichnet. 1994 erhielt Pleitgen für seine Darstellung des Wolfgang Schefer in der Fernsehserie Nicht von schlechten Eltern einen Bambi.
Von 2003 bis 2011 spielte er in der ARD-Fernsehserie Familie Dr. Kleist den Apotheker Johannes Kleist. Im Sommer 2006 musste er alle Dreharbeiten unterbrechen und krankheitsbedingt eine Pause einlegen. Seine Rolle in K3 – Kripo Hamburg gab er deshalb auf. Nach seiner Genesung stand Ulrich Pleitgen im März 2007 für die 3. Staffel von Familie Dr. Kleist in Eisenach vor der Kamera.
Neben seiner Tätigkeit als Schauspieler veranstaltete Ulrich Pleitgen Lesungen und arbeitete als Sprecher für Hörbücher. In diesem Zusammenhang hat er zahlreiche Preise gewonnen, zum Beispiel den Osterwold-Preis 2005 von Hörbuch Hamburg für die beste Hörbuch-Interpretation sowie im selben Jahr die Goldene Schallplatte für mehr als 100.000 verkaufte Hörbücher des Romans Assassini von Thomas Gifford. Im Jahr 2006 bekam er den Deutschen Hörbuchpreis für das Buch Lauf, Junge, lauf von Uri Orlev. Im Jahr 2007 erhielt Ulrich Pleitgen den Preis der deutschen Schallplattenkritik und wurde von der Jury der hr2-Hörbuchbestenliste ausgewählt.
In Zusammenarbeit mit Iris Berben als Leonie Goron sprach er von 2003 bis 2009 die Rolle des Edgar Allan Poe in der 37-teiligen Hörspielserie Edgar Allan Poe bei Lübbe-Audio. 2006 wurde dazu passend das musikalische Hörbuch Visionen aufgenommen, für das er Der Rabe vortrug.
Ulrich Pleitgen war Pate der Björn-Steiger-Stiftung für das Projekt „Retten macht Schule“.
Ulrich Pleitgen starb am 21. Februar 2018 im Alter von 75 Jahren an Herzversagen.

## Privates
Pleitgen war mit der Schauspielerin Ann-Monika Pleitgen verheiratet. Sein Stiefsohn ist der Physiker und Autor Ilja Bohnet. Mit dem Journalisten und ehemaligen WDR-Intendanten Fritz Pleitgen war Ulrich Pleitgen entfernt verwandt.

## Filmografie

### Kinofilme
- 1981: Das Haus im Park, Regie: Aribert Weis
- 1986: Stammheim, Regie: Reinhard Hauff
- 1990: Der achte Tag, Regie: Reinhard Münster
- 1991: Tschoknutje, deutsch-russischer Kinofilm, Regie: Alla Surikowa, russisch: Чокнутые
- 2015: Da nicht für …, Kurzfilm, Regie: Martina Plura

### TV-Spielfilme und Fernsehserien (Auswahl)
- 1985: Kein schöner Land, sechsteilige Serie, Regie: Klaus Emmerich
- 1987: Voll auf Haß, Tatort, Regie: Bernd Schadewald
- 1988: Reporter, Regie: Klaus Emmerich, Hans Noever
- 1988: Eine Bonner Affäre, Fernsehfilm, Regie: Bernd Schadewald
- 1989: Schwarzenberg, zweiteiliger Fernsehfilm, ZDF, Regie: Eberhard Itzenplitz
- 1989: Katjas Schweigen, Tatort, Regie: Hans Noever
- 1989: Der Hammermörder, Fernsehfilm, Regie: Bernd Schadewald
- 1989: Mit den Clowns kamen die Tränen, Mehrteiler, Regie: Reinhard Hauff
- 1989: Petticoat – Geschichten aus den Fünfzigern, sechsteilige Serie, Regie: Wigbert Wicker
- 1990: Der achte Tag
- 1990: Bismarck, Fernseh-Dreiteiler des BR, Regie: Tom Toelle
- 1990: Zocker, Eurocops (Fernsehreihe), Regie: Kaspar Heidelbach
- 1990: Verurteilt: Anna Leschek, Fernsehfilm, Regie: Bernd Schadewald
- 1990: Die Kinder, Zweiteiler der BBC, Regie: Rob Walker
- 1991: Haus am See, 13-teilige Serie, Regie: Ilse Hofmann
- 1992: Negerküsse, Satirefilm, Regie: Maria Theresia Wagner
- 1992: Tod eines Wachmanns, Tatort, Regie: Ilse Hofmann
- 1992: Nicht von schlechten Eltern, 39-teilige Serie bis 1997, Regie: Rainer Boldt
- 1992: Rosenkavalier, Hecht & Haie (Serie), Regie: Martin Gies
- 1992: Auf eigene Gefahr, 39-teilige Serie, Regie: Stefan Lukschy, Dieter Berner
- 1993: Künstlerpech, Fernsehfilm, Regie: Walter Weber
- 1994: Glück auf Kredit, Fernsehfilm, Regie: Marcus Scholz
- 1994: Weihnachten mit Willy Wuff, Fernsehfilm, Regie: Maria Theresia Wagner
- 1995: Nana, Fernsehfilm, Regie: Miguel Alexandre
- 1995: Inseln unter dem Wind, Fernsehfilm, Regie: Marco Serafini
- 1995: Schwurgericht – Unschuldig verurteilt?, Anwaltsserie, Regie: Frank Guthke
- 1995: Im Innern des Bernsteins, Fernsehfilm, Regie: Ilse Hofmann
- 1996: Das Ende eines normalen Tages, Fernsehfilm, Regie: Heide Pils
- 1996: Kap der Guten Hoffnung, Regie: Vera Loebner, Thomas Nikel
- 1996: Leben in Angst, Zweiteiler, Regie: Dagmar Damek
- 1996: Gelegenheit macht Mörder, Die Drei (Krimireihe), Regie: Michael Lähn
- 1997: Die Geliebte, Fernsehfilm, Regie: Dietrich Haugk
- 1997: Das Amt, Comedy-Serie, Regie: Micha Terjung
- 1997: Lisa Falk – Eine Frau für alle Fälle, Anwaltsserie, Regie: Rüdiger Nüchtern
- 1997: Evelyn Hamanns Geschichten aus dem Leben (Folge: Feine Kundschaft), Regie: Karin Hercher
- 1998: Das Glück wohnt hinterm Deich, Fernsehfilm, Regie: Jürgen Bretzinger
- 1998: Turbulenzen, Schloßhotel Orth (Serie) Regie: Konstantin Hallberg
- 1998: Die Sünde der Engel, Fernsehfilm, Regie: Wolf Gremm
- 1999: Mit fünfzig küssen Männer anders, Fernsehfilm, Regie: Margarethe von Trotta
- 1999: Ehemänner und andere Lügner, Fernsehfilm, Regie: Claus-Michael Rohne
- 1999: Bali, Das Traumschiff, Regie: Michael Steinke
- 1999: Lebenslügen, Fernsehfilm, Regie: Dietrich Haugk
- 2000: Alle Kinder brauchen Liebe, Fernsehfilm, Regie: Karsten Wichniarz
- 2000: Scharf aufs Leben, Fernsehfilm, Regie: Christine Kabisch
- 2000: Die kleine Zeugin, Tatort, Regie: Miguel Alexandre
- 2000: Das schwangere Mädchen, Fernsehfilm, Regie: Bettina Woernde
- 2000: 1000 Meilen für die Liebe, Fernsehfilm, Regie: Peter Deutsch
- 2000: Jenny & Co., 4 Folgen, Regie: Wolfgang Hübner
- 2001: Amokfahrt zum Pazifik, Fernsehfilm, Regie: Hans Werner
- 2001: Mörderische Schulden, Ein Fall für zwei, Regie: Rolf Liccini
- 2001: Riskante Harmonie, Dr. Sommerfeld – Neues vom Bülowbogen, Regie: Karsten Wichniarz
- 2002: Sambia und Victoriafälle, Das Traumschiff, Regie: Michael Steinke
- 2002: Ein Fall für Zwei
- 2003: Auf dünnem Eis, K3 – Kripo Hamburg, Regie: Friedemann Fromm, Marcus Weiler
- 2003: Start ins Glück, Nicht ohne meinen Anwalt (Anwaltsserie), Regie: Bernhard Stephan
- 2004: Porzellan, K3 – Kripo Hamburg, Regie s. o.
- 2004: Fieber, K3 – Kripo Hamburg, Regie s. o.
- 2004–2011: Familie Dr. Kleist, Regie: Erwin Keusch, Vera Loebner, Stefan Bartmann, Peter Weissflog, Richard Engel
- 2005: Ein anderer Mann, K3 – Kripo Hamburg, Regie s. o.
- 2005: Dem Himmel sei Dank, Fernsehfilm, Regie: Dagmar Damek
- 2006: Hilfe, meine Tochter heiratet, Fernsehfilm, Regie: Ulrich König
- 2010: Wilde Wellen – Nichts bleibt verborgen
- 2011: Therese geht fremd
- 2013: Als meine Frau mein Chef wurde … (Regie: Matthias Steurer)
- 2014: Die letzten Millionen – Wenn das Altenheim im Lotto gewinnt, Fernsehfilm, Regie: Udo Witte
- 2015: Immer Ärger mit Opa Charly, Fernsehfilm, Regie: Marcus Ulbricht
- 2015: Die Lyrik-Rätsel, achtteilige Video-Reihe „Parodie & Poesie“ von FAZ.NET, Regie: Marcus Ulbricht

### Theaterverfilmungen (Auswahl)
- 1980: Die Hermannsschlacht, Schauspielhaus Bochum, Regie: Claus Peymann
- 1981: Woyzeck, Schauspielhaus Bochum, Regie: Manfred Karge und Matthias Langhoff
- 1982: Nachrichten aus der Provinz, Inszenierung des Schauspielhauses Bochum beim Theaterfestival Paderborn, Regie: Alfred Kirchner
- 1982: Torquato Tasso, Schauspielhaus Bochum, Regie: Claus Peymann
- 1986: Marquis von Keith, Thalia-Theater Hamburg, Regie: Thomas Langhoff

## Hörspiele (Auswahl)
- 1999: Yves-Fabrice Lebeau: Hungerstreik – Regie: Annette Kurth (WDR)
- 2001: Dubravko Mihanovic: Weiß – Regie: Annette Kurth (WDR/ORF)
- 2002: Dick Francis: Zügellos. Hörspielbearbeitung nach dem Roman Zügellos: Alexander Schnitzler. Regie: Klaus Zippel, Produktion: MDR und SWR, Musik: Pierre Oser, 1 CD, Länge: ca. 71 Min. Der Audio Verlag, Berlin 2003, ISBN 3-89813-266-8.
- 2003: Alexandre Dumas der Ältere: Die drei Musketiere. Regie: Sven Stricker, Sprecher: Ulrich Pleitgen, Andreas Fröhlich, Thomas Wenke, Samuel Weiss, Horst Stark, 2 CD, Der Hörverlag, ISBN 3-89940-152-2.
- 2005: Henning Mankell: Wallanders erster Fall. Hörbuch-Hamburg, ISBN 978-3-89903-213-0.
- 2006: John Steinbeck: Von Mäusen und Menschen, OSTERWOLDaudio, ISBN 978-3-86952-215-9.
- 2009: Richard Dawkins: Der Gotteswahn, HörbucHHamburg HHV GmbH, ISBN 978-3-8449-0277-8.
- 2012: Matthias Wittekindt: Die blaue Jacht. Regie: Sven Stricker. Radio-Tatort, NDR.
- 2014: Henry James: Washington Square – Regie: Silke Hildebrandt (Hörspiel – MDR).
- 2014: Hermann Bohlen: Lebensabend in Übersee (Sha Ji Jing Hou – Ein Huhn schlachten, um die Affen einzuschüchtern) – Regie: Hermann Bohlen/Judith Lorentz (Hörspiel – WDR).

## Auszeichnungen
- 1972: Berliner Kunstpreis als bester Nachwuchs-Schauspieler
- 1984: Schauspieler des Jahres, Auszeichnung des Fachmagazins Theater heute
- 1986: Goldener Bär mit dem Kinofilm Stammheim – Der Prozess Regie: Reinhard Hauff
- 1994: Bambi für die Darstellung des Wolfgang Schefer in der Fernsehserie Nicht von schlechten Eltern
- 2005: Osterwold-Preis 2005 von HörbucHHamburg für die beste Hörbuch-Interpretation
- 2005: Goldene Schallplatte von Lübbe Audio für das Hörbuch Assassini von Thomas Gifford[5]
- 2006: Deutscher Hörbuchpreis
- 2007: Preis der deutschen Schallplattenkritik

## Bibliografie
Primärliteratur
- C. Bernd Sucher (Hrsg.): Theaterlexikon. Autoren, Regisseure, Schauspieler, Dramaturgen, Bühnenbildner, Kritiker. Von Christine Dössel und Marietta Piekenbrock unter Mitwirkung von Jean-Claude Kuner und C. Bernd Sucher. 2. Auflage. Deutscher Taschenbuch-Verlag, München 1999, ISBN 3-423-03322-3, S. 543.

Als Autor bzw. Co-Autor
- Ulrich Pleitgen: Die Großmutter, Kurzgeschichte in der Anthologie Freundschaften von Marie-Luise Marjan (Hrsg.), Hoffmann und Campe, Hamburg 2004, ISBN 3-455-05141-3.
- Ulrich Pleitgen, Ilja Bohnet: Ulrich Pleitgen. Ganz oder gar nicht! Aus dem Leben eines Überzeugungstäters. Die nachgelassene Autobiografie, Schwarzkopf & Schwarzkopf, Berlin 2018, ISBN 978-3-86265-711-7.